# Krešimir Crnković
Krešimir Crnković (* 4. Januar 1995) ist ein kroatischer Skilangläufer und Biathlet. 

## Werdegang
Crnković startete im Biathlon erstmals im Februar 2012 bei den Juniorenweltmeisterschaften in Kontiolahti und belegte dabei den 84. Platz im Sprint, den 75. Rang im Einzel und den 20. Platz mit der Staffel. Seine besten Ergebnisse bei den Juniorenweltmeisterschaften 2013 in Obertilliach waren der 50. Platz im Sprint und der 19. Rang mit der Staffel. Im Dezember 2014 lief er in Hochfilzen sein erstes Weltcuprennen, welches er auf dem 103. Platz im Sprint beendete. Bei den Biathlon-Weltmeisterschaften 2016 in Oslo kam er auf den 83. Platz im Sprint und bei den Biathlon-Weltmeisterschaften 2017 in Hochfilzen auf den 96. Platz im Einzel und auf den 83. Rang im Sprint. Im Januar 2017 holte er in Oberhof mit dem 37. Platz im Sprint mit zwei Schießfehler seine ersten Weltcuppunkte.
Im Skilanglauf startete Crnković erstmals bei den Olympischen Jugend-Winterspielen 2012 in Innsbruck. Dort belegte er den 35. Platz im Sprint und den 32. Rang über 10 km klassisch. Im Februar 2016 nahm er in Ravna Gora erstmals am Balkancup teil und gewann dabei die Rennen über 10 km Freistil und 15 km Freistil. Bei den nordischen Skiweltmeisterschaften 2017 in Lahti lief er auf den 81. Platz im Sprint und bei den Olympischen Winterspielen 2018 in Pyeongchang auf den 53. Platz im Skiathlon und auf den 47. Rang über 15 km Freistil. In der Saison 2020/21 holte er vier Siege und errang damit den fünften Platz in der Gesamtwertung des Balkancups. Beim Saisonhöhepunkt, den nordischen Skiweltmeisterschaften 2021 in Oberstdorf, belegte er den 88. Platz im Sprint, den 58. Rang über 15 km Freistil und den 24. Platz zusammen mit Marko Skender im Teamsprint.

## Statistiken

### Weltcupplatzierungen (Biathlon)
Die Tabelle zeigt alle Platzierungen (je nach Austragungsjahr einschließlich Olympische Spiele und Weltmeisterschaften).
- 1.–3. Platz: Anzahl der Podiumsplatzierungen
- Top 10: Anzahl der Platzierungen unter den ersten zehn (einschließlich Podium)
- Punkteränge: Anzahl der Platzierungen innerhalb der Punkteränge (einschließlich Podium und Top 10)
- Starts: Anzahl gelaufener Rennen in der jeweiligen Disziplin
- Staffel: inklusive Mixed- und Single-Mixed-Staffeln

| Platzierung                    | Einzel | Sprint | Verfolgung | Massenstart | Staffel | Gesamt |
| ------------------------------ | ------ | ------ | ---------- | ----------- | ------- | ------ |
| 1. Platz                       |        |        |            |             |         |        |
| 2. Platz                       |        |        |            |             |         |        |
| 3. Platz                       |        |        |            |             |         |        |
| Top 10                         |        |        |            |             |         |        |
| Punkteränge                    |        | 4      | 1          |             | 5       | 10     |
| Starts                         | 11     | 36     | 2          |             | 5       | 54     |
| Stand: nach der Saison 2022/23 |        |        |            |             |         |        |

### Siege bei Continental-Cup-Rennen
| Nr. | Datum            | Ort        | Disziplin      | Serie      |
| --- | ---------------- | ---------- | -------------- | ---------- |
| 1.  | 27. Februar 2016 | Ravna Gora | 10 km Freistil | Balkan-Cup |
| 2.  | 28. Februar 2016 | Ravna Gora | 15 km Freistil | Balkan-Cup |
| 3.  | 3. Februar 2021  | Mavrovo    | 10 km Freistil | Balkan-Cup |
| 4.  | 4. Februar 2021  | Mavrovo    | 10 km Freistil | Balkan-Cup |
| 5.  | 19. Februar 2021 | Pale       | 10 km Freistil | Balkan-Cup |
| 6.  | 20. Februar 2021 | Pale       | 10 km Freistil | Balkan-Cup |